# Maxixe

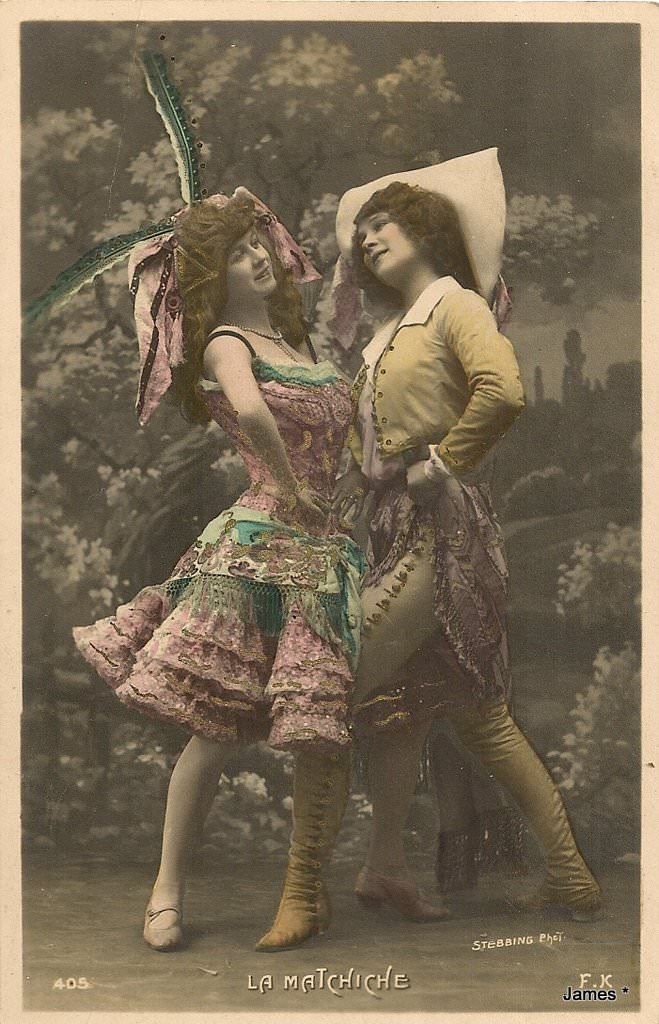
Maxixe (Foto von etwa 1910)

Der Maxixe (gelegentlich auch Machiche oder Matchiche geschrieben) ist ein brasilianischer Tanz im 2/4-Takt, der auch als Brasilianischer Tango bekannt geworden ist. Er entstand zwischen 1870 und 1880 in Rio de Janeiro aus Vorläufern des Tango Argentino (Candombe und Milonga), aus der kubanischen Habanera und beeinflusst von der Polka und dem afrobrasilianischen Lundu. Der Maxixe gilt als erster städtischer Modetanz Brasiliens. Wie der Tango wurde auch der Maxixe in den USA und in Europa zu Beginn des 20. Jahrhunderts populär. Heute ist der Maxixe kaum noch verbreitet, da er vom Samba verdrängt wurde, den er auch beeinflusst hat.
Ein Maxixe des Komponisten Agustín Barrios Mangoré wurde Anfang des 20. Jahrhunderts so populär, dass er sogar in Werken der klassischen Musik wie Ein Amerikaner in Paris von George Gershwin (1928) oder dem Klavierkonzert von Francis Poulenc (1949) zitiert wurde. Ein Berliner Subtext zu diesem Maxixe lautet:
Wenn meine Frau sich auszieht,

Wie die dann aussieht,

Dann hat sie krumme Beene

Und falsche Zähne.
Eine Variante dieses Textes wird in dem Schauspiel Der Hauptmann von Köpenick (1930) von Carl Zuckmayer zitiert. Er lautet:
Wenn meine Frau sich auszieht,

Wie die denn aussieht,

Die Beene wie zwee Kiepen,

Et is zum Piepen.

## Tondokumente
Maxixe auf argentinischen Klavierrollen:
- Amapa, Maxixe (Autor: J. Storoni). Rollo de 88 notas marca »Pampa« código B 3157, de Industria Argentina auf YouTube.
- O Matuto (Version Pampa), Maxixe de Marcello Tupynambá. Rollo 88 notas marca »Pampa« código letra B 3262, de Industria Argentina auf YouTube.
- Que Sôdade, Maxixe de Marcello Tupynambá. Rollo 88 notas marca »Pampa« código letra B 3263, de Industria Argentina auf YouTube.
- Pembére, Maxixe de Eduardo Souto. Rollo de 88 notas marca »Pampa« código letra B 3448, de Industria Argentina auf YouTube.
- Seu Patricio, Maxixe de S. Granata. Rollo de 88 notas marca »Pampa« código B 3697, de Industria Argentina auf YouTube.
- Ahora que vá ! Maxixe de Salvador Granata. Rollo de 88 notas marca »Pampa« código letra B 3744, de Industria Argentina auf YouTube.
- No puedo Mas, Maxixe de José Böhr. Rollo de 88 notas marca »Pampa« código letra B 3806, de Industria Argentina auf YouTube.

Maxixe in Deutschland:
- La Mattchiche. Marsch (Pariser Tanz)[sic] Seidler’s Orchester, Berlin. Zonophon X-20644 (Matr. 4035 ½ h). Aufgenommen im Januar 1906
- La Mattchiche, Guido Gialdini, Berlin, Pfeifsolo mit Orchester, Dirigent: Bruno Seidler-Winkler. Zonophon X-29263 (Matr.-Nr. 4265 h). Aufgenommen im März 1906
- Tango maxixe (Siegwart Ehrlich) Orchester vom Grand Gala Café (P. D. Herfst), unter Leitung von Robert L. Leonard, Berlin. Gramophone Monarch Record 0940 725 (Matr. 1288 s) (30 cm) Aufgenommen am 28. November 1913
- Maxixe Brésilienne (Salabert) Streich-Orchester Löwenthal vom Equitable-Palast[4] Berlin. Homokord 15 187 (A 31.12.13)

Maxixe mit deutschem Text:
- Gustav Schönwald: Wenn meine Frau sich auszieht – Couplet. Monopol-Schallplatte No. 9484 (Matr. 757) – aufgen. um 1907 auf YouTube
- dto. : Gustav Schönwald mit Favorite-Orchester auf Favorite Record 1-17 156 auf YouTube